# راگلزویل (ایندیانا)
راگلزویل (به انگلیسی: Raglesville) یک منطقهٔ مسکونی در ایالات متحده آمریکا است که در شهرستان دیویس، ایندیانا واقع شده‌است. راگلزویل ۲٫۲ کیلومتر مربع مساحت و ۱۴۱ نفر جمعیت دارد و ۱۸۷٫۱۵ متر بالاتر از سطح دریا واقع شده‌است.